# Équipe de France de football en 2011
Cet article traite de l'équipe masculine. Pour l'équipe féminine, voir Équipe de France de football féminin en 2011.
Maillots
Actualités
L'équipe de France de football participe en 2011 à la suite et à la fin des éliminatoires de l'Euro 2012.
Les hommes de Laurent Blanc ont pour principal objectif de se qualifier pour la 14e édition du Championnat d'Europe de football, qui aura lieu en Pologne et en Ukraine du 9 juin au 1er juillet 2012.

## Saison

### Avant-saison
Le 22 février 2008, le Conseil fédéral de la FFF a désigné pour sept années, l'équipementier américain Nike comme nouveau sponsor officiel de l’équipe de France à compter du 1er janvier 2011, succédant ainsi à Adidas, partenaire historique des Tricolores depuis 1972. Le 9 février 2011, et pour la 1re fois de leur histoire, les Bleus de Laurent Blanc arborent des maillots de la « marque à la virgule », lors de la prestigieuse confrontation avec le Brésil au Stade de France,.

### Résumé de la saison
Le 9 février 2011, pratiquement treize ans après la finale de la coupe du monde 1998, l'équipe de France récidive en s'imposant face au Brésil au Stade de France. Face à des brésiliens réduits à dix juste avant la mi-temps, les Tricolores l'emportent sur la plus petite des marges grâce à Benzema, qui marqua l'unique but du match peu avant l'heure de jeu. Munis de leur nouvel équipementier Nike, les Bleus commencent l'année de la meilleure des façons en enchaînant cette cinquième victoire consécutive depuis que Laurent Blanc est à la tête de l'équipe.
Le 23 mars 2011, l'ancien international français et détenteur du record de buts en une coupe du monde Just Fontaine est de passage à Clairefontaine afin de parler de son expérience en Bleus auprès des joueurs de l'équipe. Il déclare au passage l'admiration qu'il a pour Karim Benzema.
Le 25 mars 2011, pour le premier match des éliminatoires de l'Euro 2012 de l'année, les tricolores l'emportent 2 à 0 face au Luxembourg au stade Josy-Barthel. Au milieu de la 1re mi-temps, Mexès ouvre le score avant que Gourcuff ne scelle la victoire à 20 minutes de la fin. À noter le retour en équipe de France de Patrice Évra et Franck Ribéry, qui n'avaient plus porté le maillot Bleu depuis la Coupe du monde 2010.
Quatre jours plus tard, le rencontre en amicale face à la Croatie, se solde par un match nul (0-0) au stade de France, arrêtant une série de six victoires consécutives. À la fin du match, une chaleureuse accolade entre les deux sélectionneurs, Laurent Blanc et Slaven Bilić, mis fin à une polémique vieille de treize ans. Lors de la 1/2 finale France-Croatie de la Coupe du monde 1998, les deux hommes, alors joueurs, avaient eu une altercation dans ce même stade, qui s'était soldée par l'expulsion du « Président », le privant de finale. À l'époque, cette suspension avait été vécue par les Français comme une grande injustice.
C'est au tour de l'ancien libéro du FC Nantes Maxime Bossis, qui a endossé le maillot tricolore à 76 reprises au cours des années 1980, d'être invité le 1er juin 2011 par Laurent Blanc afin de parler aux joueurs de l'équipe de France à Clairfontaine.
Le 6 juin 2011, Marvin Martin inscrit un doublé lors d'un match amical face à l'Ukraine (victoire de la France 1-4) pour sa première sélection alors qu'il n'est entré qu'à la 76e minute. Il devient alors le dixième joueur français à réaliser cette performance, après Just Fontaine (triplé), Jean Vincent, Jean Desgranges, René Gardien, Jacques Faivre, Fleury Di Nallo, Marc Molitor, Zinédine Zidane et Bafétimbi Gomis. À noter que lors de ce match Younès Kaboul marque également pour sa première sélection, sur une passe décisive de Martin. Trois jours plus tard, Cédric Carrasso fête sa première sélection en étant titularisé lors d'un match amical face à la Pologne (victoire de la France 0-1).
Le 10 août 2011, pour sa rentrée les Bleus font un match nul face au Chili lors d'une rencontre amicale au stade de la Mosson à Montpellier, Loïc Rémy inscrit le but tricolore (match nul 1-1).
Le 25 août 2011, en annonçant la liste des joueurs retenus pour affronter l'Albanie et la Roumanie, Laurent Blanc déclare « [qu']on attend plus [de Nasri] car il en est capable ». Samir Nasri n'apprécie pas que Blanc ait choisi pour le critiquer de le faire publiquement et aurait préféré qu'il le fasse « entre quat'zyeux ». Cette déclaration du jeune meneur de jeu crée une vive polémique dans les médias, surtout qu'elle arrive dans le même temps que celles de Franck Ribéry qui réclame à nouveau de jouer à gauche et Patrice Évra qui se juge irremplaçable en tant que capitaine. Ceci déplaît fortement au public, aux journalistes et aux anciens internationaux. À la suite de cet épisode, Laurent Blanc déclare qu'il « ne parlera plus individuellement des joueurs » afin de ne pas « créer des problèmes là où il n'y en a pas ».
Yann M'Vila inscrit son premier but sous les couleurs de l'équipe de France, le 2 septembre 2011, face à l'Albanie. Karim Benzema inscrit le second but tricolore (victoire de la France 1-2). Quatre jours plus tard, les bleus terminent sur un score nul et vierge face à la Roumanie sur une pelouse en très mauvais état. Ce match est rentré dans l'histoire du football français car il s'agit du dernier match commenté par le duo qui a marqué de nombreuses générations, Thierry Roland et Jean-Michel Larqué.
Si la France n'a plus perdu depuis le 3 septembre 2010, elle obtient sa première large victoire sous l'ère Laurent Blanc le 7 octobre 2011 face à l'Albanie grâce à des buts de Florent Malouda, Loïc Rémy et Anthony Réveillère (victoire de la France 3-0). Le Lillois Mathieu Debuchy dispute également son premier match international lors de cette rencontre en étant titularisé sur le flanc droit de la défense française. Quatre jours plus tard, la France se qualifie pour l'Euro en faisant match nul face à la Bosnie-Herzégovine grâce à un pénalty de Samir Nasri en fin de partie (1-1).
Le 11 novembre 2011, Maxime Gonalons, Jérémy Mathieu, Laurent Koscielny et Olivier Giroud reçoivent leur première sélection face aux États-Unis, match au cours duquel Loïc Rémy offre la victoire à la France grâce à son quatrième but de l'année (victoire de la France 1-0).
Les bleus n'ont perdu aucun de leur treize matchs joués cette année là, ce qui est une première depuis 1995.
Le 13 novembre 2011, après Zinédine Zidane, Just Fontaine et Maxime Bossis, c'est cette fois-ci l'ancien bordelais Alain Giresse qui vient à la rencontre des Bleus pour leur faire part de son expérience internationale avec les Bleus.

### Évolution du coefficient FIFA
Le tableau ci-dessous présente les coefficients mensuels de l'équipe de France publiés par la FIFA durant l'année 2011.
| Mois | janv. | fév. | mars | avril | mai | juin | juillet | août | sept. | oct. | nov. | déc. |
| Rang | 18    | 19   | 18   | 19    | 19  | 15   | 15      | 15   | 12    | 15   | 15   |      |

## Les matchs
| Date             | Stade, Ville, Pays                           | Adversaire         | Score | Comp   | Buteurs français                          |
| 9 février 2011   | Stade de France Saint-Denis, France          | Brésil             | 1 – 0 | Amical | Benzema 54e                               |
| 25 mars 2011     | Stade Josy-Barthel Luxembourg, Luxembourg    | Luxembourg         | 0 – 2 | QCE    | Mexès 28e, Gourcuff 72e                   |
| 29 mars 2011     | Stade de France Saint-Denis, France          | Croatie            | 0 – 0 | Amical |                                           |
| 3 juin 2011      | Stade Dinamo Minsk, Biélorussie              | Biélorussie        | 1 – 1 | QCE    | Malouda 22e                               |
| 6 juin 2011      | Donbass Arena Donetsk, Ukraine               | Ukraine            | 1 – 4 | Amical | Gameiro 57e, Martin 87e 90+1e, Kaboul 89e |
| 9 juin 2011      | Stade de l'armée polonaise Varsovie, Pologne | Pologne            | 0 – 1 | Amical | Jodłowiec 12e (csc)                       |
| 10 août 2011     | Stade de la Mosson Montpellier, France       | Chili              | 1 – 1 | Amical | Rémy 20e                                  |
| 2 septembre 2011 | Stade Qemal Stafa Tirana, Albanie            | Albanie            | 1 – 2 | QCE    | Benzema 11e, M'Vila 18e                   |
| 6 septembre 2011 | Stadionul Naţional Bucarest, Roumanie        | Roumanie           | 0 – 0 | QCE    |                                           |
| 7 octobre 2011   | Stade de France Saint-Denis, France          | Albanie            | 3 – 0 | QCE    | Malouda 11e, Rémy 38e, Réveillère 67e     |
| 11 octobre 2011  | Stade de France Saint-Denis, France          | Bosnie-Herzégovine | 1 – 1 | QCE    | Nasri 78e (pen.)                          |
| 11 novembre 2011 | Stade de France Saint-Denis, France          | États-Unis         | 1 – 0 | Amical | Rémy 73e                                  |
| 15 novembre 2011 | Stade de France Saint-Denis, France          | Belgique           | 0 – 0 | Amical |                                           |

### Bilan
| Rang | Équipe | Pts | J  | G | N | P | Bp | Bc | Diff |
| ---- | ------ | --- | -- | - | - | - | -- | -- | ---- |
| #    | France | 27  | 13 | 7 | 6 | 0 | 17 | 5  | +12  |

## Résultats détaillés
| Match amical                                       | France      | 1 – 0   | Brésil | Stade de France Saint-Denis, France             |                                                 |
| 9 février 2011 · 21h00 · Historique des rencontres | Benzema 54e | (0 – 0) |        | Spectateurs : 79 712 Arbitrage : Wolfgang Stark | Spectateurs : 79 712 Arbitrage : Wolfgang Stark |
| 9 février 2011 · 21h00 · Historique des rencontres | Rapport     |         |        | Spectateurs : 79 712 Arbitrage : Wolfgang Stark | Spectateurs : 79 712 Arbitrage : Wolfgang Stark |

| Éliminatoires Euro 2012                          | Luxembourg | 0 – 2   | France                   | Stade Josy-Barthel Luxembourg, Luxembourg        |                                                  |
| 25 mars 2011 · 21h00 · Historique des rencontres |            | (0 – 1) | 28e Mexès · 72e Gourcuff | Spectateurs : 8 400 Arbitrage : Tom Harald Hagen | Spectateurs : 8 400 Arbitrage : Tom Harald Hagen |
| 25 mars 2011 · 21h00 · Historique des rencontres | Rapport    |         |                          | Spectateurs : 8 400 Arbitrage : Tom Harald Hagen | Spectateurs : 8 400 Arbitrage : Tom Harald Hagen |

| Match amical                                     | France  | 0 – 0   | Croatie | Stade de France Saint-Denis, France         |                                             |
| 29 mars 2011 · 21h00 · Historique des rencontres |         | (0 – 0) |         | Spectateurs : 60 000 Arbitrage : Alan Kelly | Spectateurs : 60 000 Arbitrage : Alan Kelly |
| 29 mars 2011 · 21h00 · Historique des rencontres | Rapport |         |         | Spectateurs : 60 000 Arbitrage : Alan Kelly | Spectateurs : 60 000 Arbitrage : Alan Kelly |

| Éliminatoires Euro 2012                         | Biélorussie      | 1 – 1   | France      | Stade Dinamo Minsk, Biélorussie                           |                                                           |
| 3 juin 2011 · 20h45 · Historique des rencontres | Abidal 20e (csc) | (1 – 1) | 22e Malouda | Spectateurs : 41 024 Arbitrage : David Fernández Borbalán | Spectateurs : 41 024 Arbitrage : David Fernández Borbalán |
| 3 juin 2011 · 20h45 · Historique des rencontres | Rapport          |         |             | Spectateurs : 41 024 Arbitrage : David Fernández Borbalán | Spectateurs : 41 024 Arbitrage : David Fernández Borbalán |

| Match amical                                    | Ukraine          | 1 – 4   | France                                      | Donbass Arena Donetsk, Ukraine                   |                                                  |
| 6 juin 2011 · 21h00 · Historique des rencontres | Timochtchouk 53e | (0 – 0) | 57e Gameiro · 87e 90+1e Martin · 89e Kaboul | Spectateurs : 7 000 Arbitrage : Mark Clattenburg | Spectateurs : 7 000 Arbitrage : Mark Clattenburg |
| 6 juin 2011 · 21h00 · Historique des rencontres | Rapport          |         |                                             | Spectateurs : 7 000 Arbitrage : Mark Clattenburg | Spectateurs : 7 000 Arbitrage : Mark Clattenburg |

| Match amical                                    | Pologne | 0 – 1   | France              | Stade de l'armée polonaise Varsovie, Pologne   |                                                |
| 9 juin 2011 · 21h00 · Historique des rencontres |         | (0 – 1) | 12e (csc) Jodłowiec | Spectateurs : 32 000 Arbitrage : Björn Kuipers | Spectateurs : 32 000 Arbitrage : Björn Kuipers |
| 9 juin 2011 · 21h00 · Historique des rencontres | Rapport |         |                     | Spectateurs : 32 000 Arbitrage : Björn Kuipers | Spectateurs : 32 000 Arbitrage : Björn Kuipers |

| Match amical                                     | France   | 1 – 1   | Chili       | Stade de la Mosson Montpellier, France          |                                                 |
| 10 août 2011 · 21h00 · Historique des rencontres | Rémy 19e | (1 – 0) | 77e Córdova | Spectateurs : 30 000 Arbitrage : Stuart Attwell | Spectateurs : 30 000 Arbitrage : Stuart Attwell |
| 10 août 2011 · 21h00 · Historique des rencontres | Rapport  |         |             | Spectateurs : 30 000 Arbitrage : Stuart Attwell | Spectateurs : 30 000 Arbitrage : Stuart Attwell |

| Éliminatoires Euro 2012                              | Albanie     | 1 – 2   | France                   | Stade Qemal Stafa Tirana, Albanie                      |                                                        |
| 2 septembre 2011 · 21h00 · Historique des rencontres | Bogdani 46e | (0 – 2) | 11e Benzema · 18e M'Vila | Spectateurs : 19 000 Arbitrage : Aleksei Nikolaev (en) | Spectateurs : 19 000 Arbitrage : Aleksei Nikolaev (en) |
| 2 septembre 2011 · 21h00 · Historique des rencontres | Rapport     |         |                          | Spectateurs : 19 000 Arbitrage : Aleksei Nikolaev (en) | Spectateurs : 19 000 Arbitrage : Aleksei Nikolaev (en) |

| Éliminatoires Euro 2012                              | Roumanie | 0 – 0   | France | Stadionul Naţional Bucarest, Roumanie        |                                              |
| 6 septembre 2011 · 20h30 · Historique des rencontres |          | (0 – 0) |        | Spectateurs : 55 000 Arbitrage : Howard Webb | Spectateurs : 55 000 Arbitrage : Howard Webb |
| 6 septembre 2011 · 20h30 · Historique des rencontres | Rapport  |         |        | Spectateurs : 55 000 Arbitrage : Howard Webb | Spectateurs : 55 000 Arbitrage : Howard Webb |

| Éliminatoires Euro 2012                            | France                                  | 3 – 0   | Albanie | Stade de France Saint-Denis, France                   |                                                       |
| 7 octobre 2011 · 21h00 · Historique des rencontres | Malouda 11e · Rémy 38e · Réveillère 67e | (2 – 0) |         | Spectateurs : 65 239 Arbitrage : Michális Koukoulákis | Spectateurs : 65 239 Arbitrage : Michális Koukoulákis |
| 7 octobre 2011 · 21h00 · Historique des rencontres | Rapport                                 |         |         | Spectateurs : 65 239 Arbitrage : Michális Koukoulákis | Spectateurs : 65 239 Arbitrage : Michális Koukoulákis |

| Éliminatoires Euro 2012                             | France           | 1 – 1   | Bosnie-Herzégovine | Stade de France Saint-Denis, France             |                                                 |
| 11 octobre 2011 · 21h00 · Historique des rencontres | Nasri 78e (pen.) | (0 – 1) | 40e Džeko          | Spectateurs : 78 457 Arbitrage : Craig Thompson | Spectateurs : 78 457 Arbitrage : Craig Thompson |
| 11 octobre 2011 · 21h00 · Historique des rencontres | Rapport          |         |                    | Spectateurs : 78 457 Arbitrage : Craig Thompson | Spectateurs : 78 457 Arbitrage : Craig Thompson |

| Match amical                                         | France   | 1 – 0   | États-Unis | Stade de France Saint-Denis, France                   |                                                       |
| 11 novembre 2011 · 21h00 · Historique des rencontres | Rémy 73e | (0 – 0) |            | Spectateurs : 70 018 Arbitrage : Michális Koukoulákis | Spectateurs : 70 018 Arbitrage : Michális Koukoulákis |
| 11 novembre 2011 · 21h00 · Historique des rencontres | Rapport  |         |            | Spectateurs : 70 018 Arbitrage : Michális Koukoulákis | Spectateurs : 70 018 Arbitrage : Michális Koukoulákis |

| Match amical                                         | France | 0 – 0   | Belgique | Stade de France Saint-Denis, France |                                   |
| 15 novembre 2011 · 21h00 · Historique des rencontres |        | (0 – 0) |          | Arbitrage : César Muñiz Fernández   | Arbitrage : César Muñiz Fernández |

## Les joueurs
| Joueurs                                                          |    |    |    |    |    |           |    |       |    |    |    |    |    |
| Gardiens de but                                                  |    |    |    |    |    |           |    |       |    |    |    |    |    |
| Hugo Lloris (Olympique lyonnais)                                 | 90 | 90 | 90 | 90 |    |           | 90 | 90    | 90 | 90 | 90 | 90 | 90 |
| Steve Mandanda (Olympique de Marseille)                          |    |    |    |    | 90 |           |    |       |    |    |    |    |    |
| Cédric Carrasso (Girondins de Bordeaux)                          |    |    |    |    |    | 90        |    |       |    |    |    |    |    |
| Défenseurs                                                       |    |    |    |    |    |           |    |       |    |    |    |    |    |
| Philippe Mexès (AS Rome, puis Milan AC)                          | 90 | 90 | 90 |    |    |           |    |       |    |    |    |    |    |
| Adil Rami (Lille OSC, puis Valence CF)                           | 90 | 90 | 89 | 90 |    | 64        |    | susp. | 90 | 90 | 90 | 90 | 90 |
| Bacary Sagna (Arsenal)                                           | 90 | 90 |    | 90 |    | 90        | 80 |       | 90 |    |    |    |    |
| Éric Abidal (FC Barcelone)                                       | 90 |    |    | 90 | 14 | 90 ( 46e) | 90 | 90    | 90 |    | 90 |    | 90 |
| Patrice Évra (Manchester United)                                 |    | 90 |    |    | 90 | 90        |    | 90    | 90 | 45 | 90 |    |    |
| Gaël Clichy (Arsenal, puis Manchester City)                      |    |    | 90 |    |    |           | 90 |       |    |    |    |    |    |
| Anthony Réveillère (Olympique lyonnais)                          |    |    | 90 |    | 90 |           | 10 | 90    |    | 45 | 90 |    | 90 |
| Mamadou Sakho (Paris SG)                                         |    |    | 1  | 90 | 76 |           |    |       |    |    |    |    | 90 |
| Younès Kaboul (Tottenham Hotspur)                                |    |    |    |    | 90 | 26        | 90 | 90    |    | 90 |    |    |    |
| Mathieu Debuchy (Lille OSC)                                      |    |    |    |    |    |           |    |       |    | 90 |    | 90 |    |
| Laurent Koscielny (Arsenal)                                      |    |    |    |    |    |           |    |       |    |    |    | 90 |    |
| Jérémy Mathieu (Valence CF)                                      |    |    |    |    |    |           |    |       |    |    |    | 90 |    |
| Milieux                                                          |    |    |    |    |    |           |    |       |    |    |    |    |    |
| Alou Diarra (Girondins de Bordeaux, puis Olympique de Marseille) | 90 |    | 90 | 90 |    | 45        |    | 90    |    |    | 8  | 90 |    |
| Yann M'Vila (Stade rennais)                                      | 60 | 90 | 3  |    | 90 | 45        | 90 | 90    | 90 | 90 | 90 | 59 | 42 |
| Florent Malouda (Chelsea)                                        | 90 | 90 | 59 | 90 | 25 | 17        | 65 | 81    |    | 90 | 61 |    | 17 |
| Yoann Gourcuff (Olympique lyonnais)                              | 86 | 90 | 2  |    |    |           |    |       |    |    |    |    |    |
| Jérémy Ménez (AS Rome, puis Paris SG)                            | 69 |    | 60 |    | 65 |           | 25 |       |    |    | 90 | 90 | 17 |
| Abou Diaby (Arsenal)                                             | 30 |    |    | 72 | 14 | 45        |    |       |    |    |    |    |    |
| Yohan Cabaye (Lille OSC, puis Newcastle United)                  | 4  |    |    |    | 76 | 45        | 25 |       | 75 | 47 | 61 |    | 90 |
| Samir Nasri (Arsenal, puis Manchester City)                      |    | 90 | 88 | 90 |    |           | 65 | 90    | 15 | 90 | 90 |    |    |
| Franck Ribéry (Bayern Munich)                                    |    | 90 | 31 | 90 | 26 |           |    | 90    | 90 |    |    | 64 | 73 |
| Blaise Matuidi (AS Saint-Étienne, puis Paris SG)                 |    |    | 87 |    | 76 |           | 13 |       |    |    |    |    |    |
| Marvin Martin (FC Sochaux-Montbéliard)                           |    |    |    |    | 14 | 90        | 77 | 9     | 90 | 43 | 29 | 26 | 90 |
| Charles N'Zogbia (Wigan, puis Aston Villa)                       |    |    |    |    |    | 72        |    |       |    |    |    |    |    |
| Mathieu Valbuena (Olympique de Marseille)                        |    |    |    |    |    | 72        |    |       | 71 |    |    |    |    |
| Maxime Gonalons (Olympique lyonnais)                             |    |    |    |    |    |           |    |       |    |    |    | 31 | 48 |
| Attaquants                                                       |    |    |    |    |    |           |    |       |    |    |    |    |    |
| Karim Benzema (Real Madrid)                                      | 85 | 90 | 75 | 90 | 25 |           | 65 | 90    | 90 |    |    | 64 | 73 |
| Loïc Rémy (Olympique de Marseille)                               | 21 |    | 30 | 18 | 64 | 17        | 90 |       | 19 | 90 | 82 | 26 | 73 |
| Kevin Gameiro (FC Lorient, puis Paris SG)                        | 5  |    | 15 |    | 65 | 12        | 25 |       |    |    | 29 | 59 |    |
| Guillaume Hoarau (Paris SG)                                      |    |    |    |    |    | 78        |    |       |    |    |    |    |    |
| Bafétimbi Gomis (Olympique lyonnais)                             |    |    |    |    |    |           |    |       |    | 79 |    |    |    |
| Djibril Cissé (Panathinaïkos, puis Lazio Rome)                   |    |    |    |    |    |           |    |       |    | 11 |    |    |    |
| Olivier Giroud (Montpellier HSC)                                 |    |    |    |    |    |           |    |       |    |    |    | 31 | 17 |

## Buteur
3    
- Loïc Rémy ( Chili,  Albanie,  États-Unis)

2   
- Marvin Martin ( Ukraine 2)
- Karim Benzema ( Brésil,  Albanie)
- Florent Malouda ( Biélorussie,  Albanie)

1  
- Philippe Mexès ( Luxembourg)
- Yoann Gourcuff ( Luxembourg)
- Kevin Gameiro ( Ukraine)
- Younès Kaboul ( Ukraine)
- Yann M'Vila ( Albanie)
- Anthony Réveillère ( Albanie)
- Samir Nasri ( Bosnie-Herzégovine)

## Passeurs
4 passes décisives
- Karim Benzema ( Biélorussie pour Florent Malouda,  Ukraine pour Marvin Martin,  Chili pour Loïc Rémy,  Albanie pour Yann M'Vila)

3 passes décisives
- Marvin Martin ( Ukraine pour Younès Kaboul,  Albanie  pour Anthony Réveillère,  États-Unis pour Loïc Rémy)

2 passes décisives
- Samir Nasri ( Luxembourg pour Philippe Mexès,  Albanie pour Loïc Rémy)

1 passe décisive
- Jérémy Ménez ( Brésil pour Karim Benzema)
- Loïc Rémy ( Albanie  pour Florent Malouda)

## Maillot
Pour la première fois de son histoire, l'équipe de France porte en 2011 un maillot confectionné par l'équipementier Nike.
| Couleurs | Bleu, blanc et rouge |           |               |
| Marque   | Nike                 |           |               |
| Domicile | Domicile bis         | Extérieur | Extérieur bis |

### Audiences télévisuelles
| Jour de diffusion | Match                       | Compétition              | Diffuseur | Téléspectateurs | Part d'audience |
| 9 février 2011    | France – Brésil             | Amical                   | TF1       | 8 010 000       | 32,6%           |
| 25 mars 2011      | Luxembourg – France         | Qualifications Euro 2012 | M6        | 6 520 000       | 27,3%           |
| 29 mars 2011      | France – Croatie            | Amical                   | TF1       | 7 590 000       | 29,7%           |
| 3 juin 2011       | Biélorussie – France        | Qualifications Euro 2012 | TF1       | 5 800 000       | 26,6%           |
| 6 juin 2011       | Ukraine – France            | Amical                   | TF1       |                 | %               |
| 9 juin 2011       | Pologne – France            | Amical                   | TF1       |                 | %               |
| 10 aout 2011      | France – Chili              | Amical                   | TF1       | 5 670 000       | 29,2%           |
| 2 septembre 2011  | Albanie – France            | Qualifications Euro 2012 | TF1       | 7 000 000       | 29,0%           |
| 6 septembre 2011  | Roumanie – France           | Qualifications Euro 2012 | M6        | 6 180 000       | 24,2%           |
| 7 octobre 2011    | France – Albanie            | Qualifications Euro 2012 | TF1       | 7 000 000       | 29,1%           |
| 11 octobre 2011   | France – Bosnie-Herzégovine | Qualifications Euro 2012 | TF1       | 8 210 000       | 31,4%           |
| 11 novembre 2011  | France – États-Unis         | Amical                   | TF1       | 5 400 000       | 23,0%           |
| 15 novembre 2011  | France – Belgique           | Amical                   | TF1       | 6 000 000       | 24,3%           |